# Canadian Army
Il Canadian Army (in francese Armée canadienne) è il comando responsabile della prontezza operativa delle forze terrestri convenzionali delle Canadian Armed Forces. A partire dal 2020, l'esercito canadese conta 23.000 soldati regolari, 19.000 soldati di riserva (di cui 5.300 membri dei Canadian Rangers), per un totale di 42.000 soldati. L'esercito è supportato anche da 3.000 dipendenti civili del servizio civile. Mantiene unità di forze regolari nelle basi in tutto il Canada ed è anche responsabile dell'Army Reserve, la più grande componente della Primary Reserve. Il comandante dell'esercito canadese e capo di stato maggiore dell'esercito è il tenente generale Wayne Eyre.
Il nome "Canadian Army" entrò in uso ufficiale solo a partire dal 1940; da prima della Confederazione fino alla seconda guerra mondiale la denominazione ufficiale era "Canadian Militia". Il 1 aprile 1966, come precursore dell'unificazione delle forze armate canadesi, tutte le forze terrestri, più le unità tattiche della RCAF, vennero poste sotto un nuovo comando chiamato Force Mobile Command (in francese Commandement des forces mobiles). Il "Canadian Army" persistette come entità legale per altri due anni, prima di fondersi con la Royal Canadian Navy e la Royal Canadian Air Force per formare un unico servizio chiamato Canadian Armed Forces. Il Force Mobile Command venne rinominato Mobile Command nel 1991–92 (con la denominazione francese rimasta uguale), e Land Force Command (in francese Commandement des Forces terrestres) nel 1993. Nell'agosto 2011, il Land Force Command tornò al titolo pre-1968 di Canadian Army.

## Storia

### Formazione

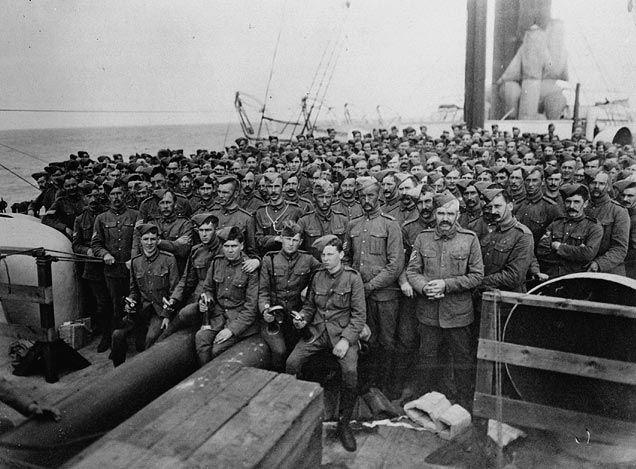
Soldati canadesi in viaggio per il Sudafrica nel 1899

Prima della Confederazione nel 1867, il British Army, che includeva sia i reggimenti "Fencible" del British Army, reclutati nel Nord America Britannico esclusivamente per il servizio in Nord America, sia le unità della milizia canadese, era responsabile della difesa del Canada. Alcuni attuali reggimenti dell'esercito canadese fanno risalire le loro origini a queste milizie pre-Confederazione e alle unità Fencible. In seguito al passaggio del Militia Act of 1855, venne costituita la Permanent Active Militia e nei decenni successivi vennero creati diversi corpi regolari di truppe, i cui discendenti divennero la Royal Canadian Horse Artillery, i Royal Canadian Dragoons e il Royal Canadian Regiment. Le principali operazioni a cui parteciparono le truppe regolari canadesi, nel XIX secolo, includevano: la ribellione del Nord-Ovest nel 1885 e la seconda guerra boera.

### Dalle guerre mondiali ad oggi

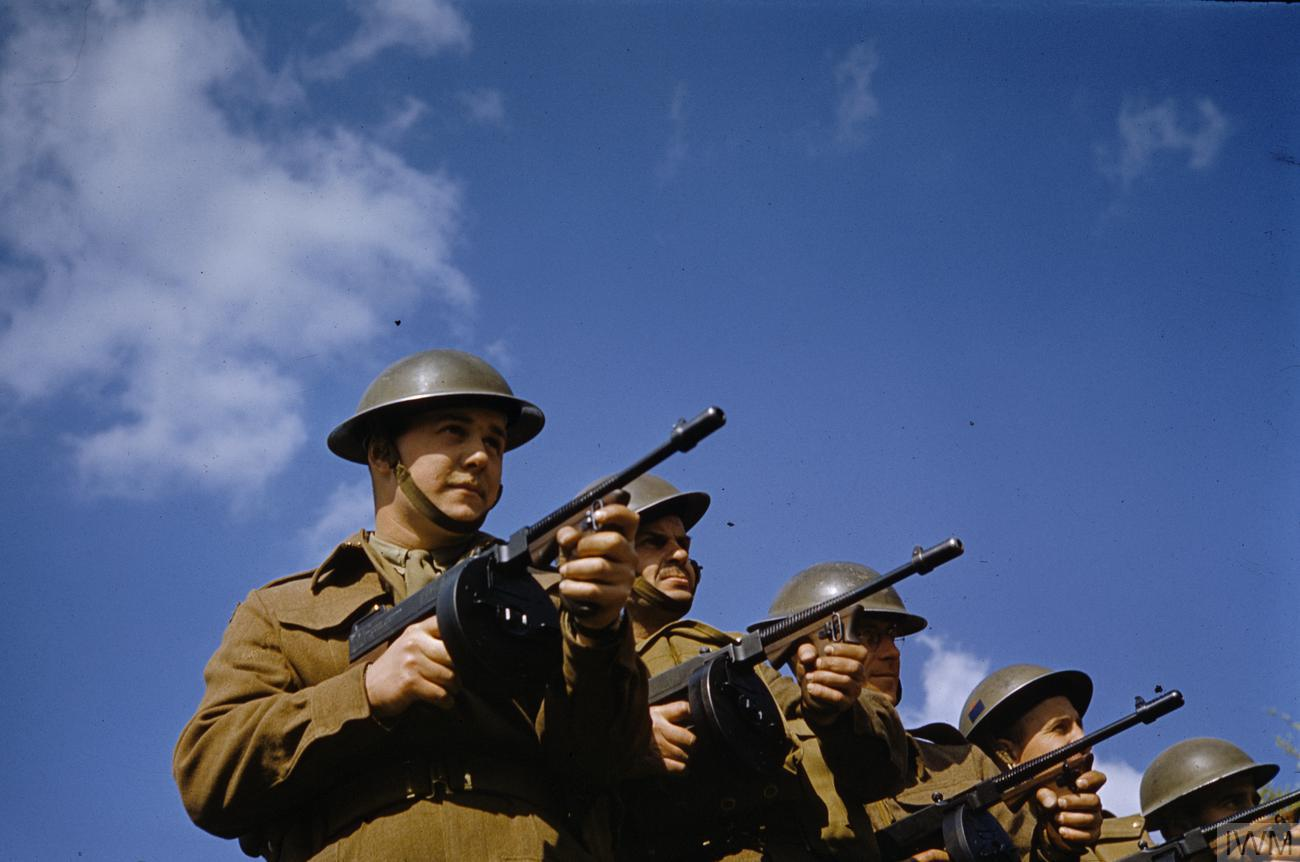
Soldati canadesi in Inghilterra nel 1942

Nel 1914, dopo la dichiarazione di guerra tra gli Alleati e gli Imperi Centrali, il governo canadese decise di formare una forza volontaria separata per impegnarsi in una guerra di spedizione. Ciò costituì la Canadian Expeditionary Force nella prima guerra mondiale e fu la principale partecipazione canadese allo sforzo bellico.
Il 19 novembre 1940, durante la seconda guerra mondiale, venne emanato un Order in Council che ribattezzò la Permanent Activie Militia come Canadian Army (Active), integrata dalla Non-Permanent Active Militia, che venne denominata Canadian Army (Reserve).
L'esercito partecipò alla guerra di Corea, con i primi elementi della sua partecipazione che sbarcarono in Corea nel dicembre 1950 e fecero parte delle forze che presero parte all'operazione Killer e alla battaglia di Kapyong. Le truppe canadesi furono anche impegnate nella presenza della NATO in Germania Ovest durante la guerra fredda.
Negli anni successivi alla sua unificazione con la marina e l'aeronautica nel 1968, le dimensioni delle forze terrestri canadesi vennero ridotte, tuttavia, le truppe canadesi parteciparono a una serie di azioni militari con gli alleati del Canada. Queste operazioni includevano la guerra del Golfo nel 1991 e l'invasione dell'Afghanistan nel 2001, oltre a varie operazioni di mantenimento della pace sotto gli auspici delle Nazioni Unite in diverse parti del mondo. Nonostante il consueto sostegno del Canada alle iniziative britanniche e americane, le forze terrestri canadesi non parteciparono direttamente alla crisi di Suez, alla guerra del Vietnam o alla guerra in Iraq.

## Struttura

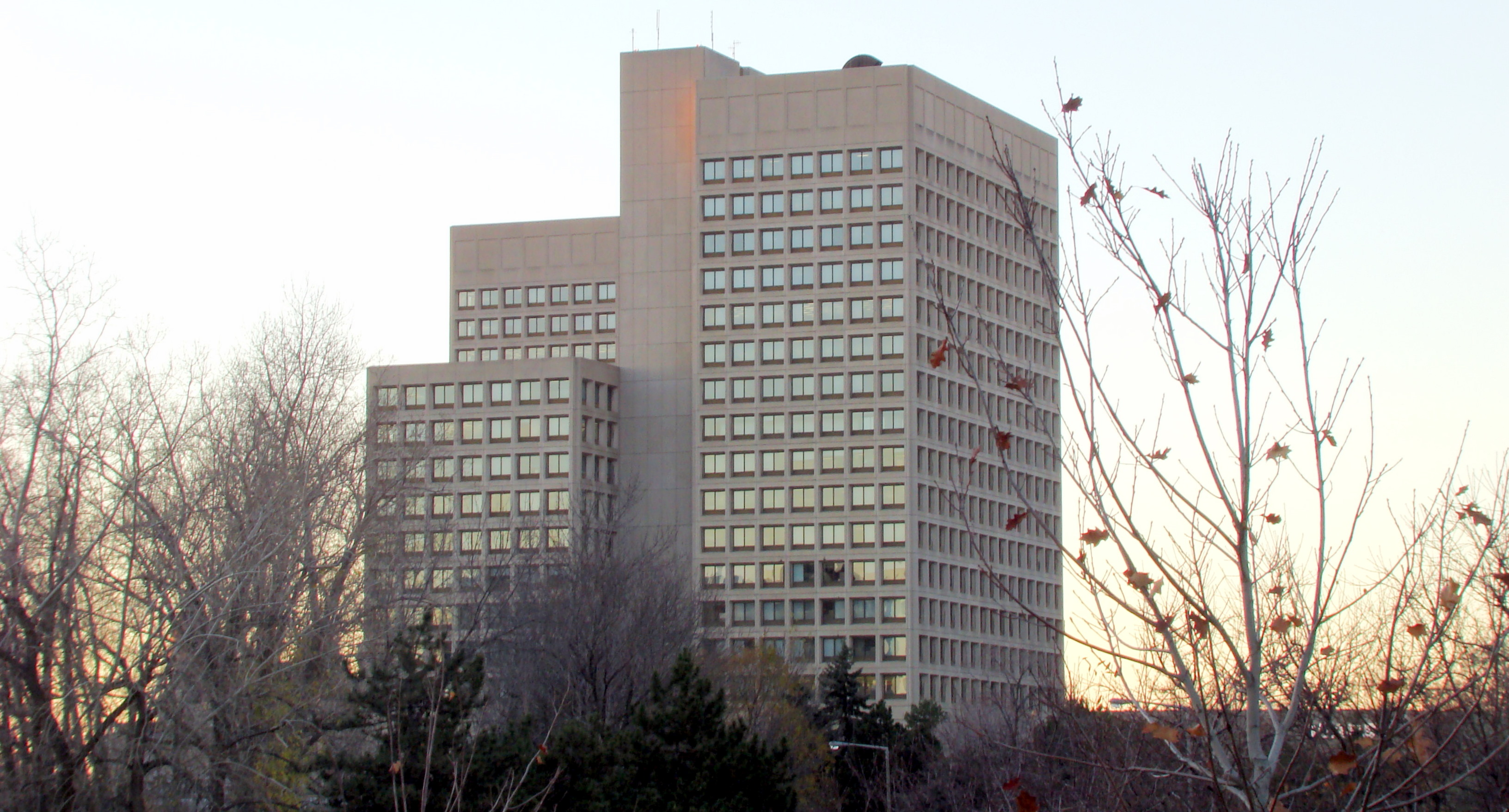
Il National Defence Headquarters ad Ottawa ospita il quartier generale delle forze armate canadesi, incluso il comando dell'esercito canadese.

Il comando dell'esercito è esercitato dal comandante dell'esercito canadese all'interno del National Defence Headquarters situato a Ottawa. L'esercito è diviso in quattro distretti geografici, la 2ª Divisione canadese ha sede nel Québec, la 3ª Divisione canadese ha sede nel Canada occidentale, la 4ª Divisione canadese ha sede nell'Ontario, mentre la 5ª Divisione canadese ha sede nel Canada atlantico. ed un quartier generale operativo di divisione.
L'unica formazione operativa, la 1ª Divisione canadese, fa parte del Canadian Joint Operations Command, non operativamente del Canadian Army. Serve come quartier generale schierabile per comandare uno schieramento a livello divisionale di forze canadesi o alleate sulle operazioni, succedendo al precedente Canadian Joint Forces HQ.
Oltre alle quattro aree di comando regionali, il Canadian Army Doctrine and Training Centre, precedentemente denominato Land Force Doctrine and Training System, comandato da un maggiore generale e con sede alla McNaughton Barracks, CFB Kingston, Ontario, è responsabile della supervisione, dell'integrazione e della fornitura dell'addestramento dell'esercito e dello sviluppo di dottrine, comprese la simulazione e la digitalizzazione. Comprende una serie di scuole ed organizzazioni d'addestramento, come il Combat Training Center presso CFB Gagetown, New Brunswick, e il Canadian Maneuver Training Center presso CFB Wainwright, Alberta.
Le tradizioni della fanteria canadese e del reggimento corazzato sono fortemente radicate nelle tradizioni e nella storia del British Army. Molti reggimenti vennero modellati su reggimenti del British Army e venne creato un sistema di "alleanze" o affiliazioni ufficiali per perpetuare un senso di storia condivisa. Altri reggimenti si svilupparono indipendentemente, risultando in una miscela di nomi sia colorati che storicamente familiari. Altre tradizioni come onori di battaglia e colori sono state mantenute anche dai reggimenti canadesi.

### La leadership
La nomina di alto livello all'interno dell'esercito canadese era Capo di stato maggiore fino al 1964 quando la nomina divenne Comandante del Comando Mobile prima dell'unificazione delle forze militari del Canada. La posizione venne ribattezzata Capo di stato maggiore terrestre nel 1993. Dopo il ritorno delle forze terrestri nel Canadian Army nel 2011, la posizione è diventata Comandante del Canadian Army.
Gli ufficiali vengono selezionati in diversi modi:

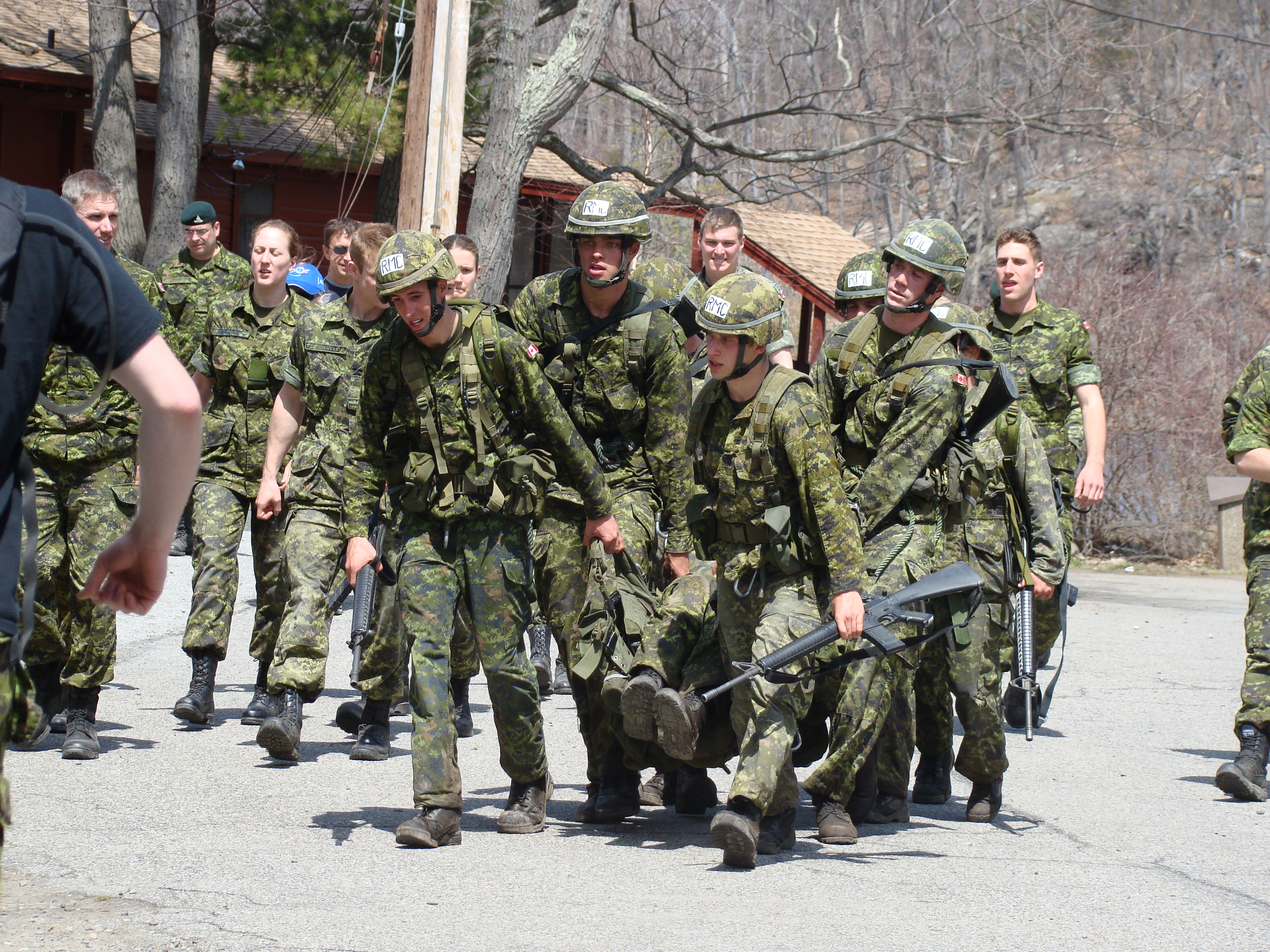
Allievi ufficiali del Royal Military College of Canada durante la Sandhurst Competition del 2009. La scuola è un'istituzione che rilascia diplomi che addestrano gli ufficiali delle forze armate canadesi.

- Il Regular Officer Training Plan, dove i candidati vengono educati al Royal Military College of Canada (RMC) o nelle università canadesi.
- Direct Entry Officer Plan, per chi è già in possesso di una laurea o di un diploma tecnologico.
- Continuing Education Officer Training Plan, affronta le carenze in alcune occupazioni di ufficiali e mira ad attrarre candidati che sono altrimenti qualificati per il servizio come ufficiali, ma che non hanno una laurea. I candidati completano i loro gradi mentre prestano servizio nell'esercito.[22]
- University Training Plan (Non-Commissioned Members), progettato per sviluppare sottufficiali selezionati in servizio per il servizio come ufficiali di carriera nella forza regolare. Normalmente, i candidati selezionati per questo piano frequenteranno il RMC o un'università in Canada.[23]
- Commissioning from the Ranks Plan, fornisce agli ufficiali di aumentare il numero di alti ufficiali attraverso altri piani e si applica esclusivamente a coloro che hanno acquisito una certa esperienza militare e possiedono le qualità necessarie che li rendono idonei all'impiego come ufficiali.[24]
- Special Requirements Commissioning Plan, è progettato per soddisfare le esigenze delle occupazioni degli ufficiali. Consente alle forze armate canadesi di trarre profitto dalle capacità e dall'esperienza dei membri senior senza commissione e può fornire un'opportunità di avanzamento di carriera per i meritevoli Chief Warrant Officer selezionati.[25]
- Subsidized special education, che include anche il Medical Officer Training Plan o il Dental Officer Training Plan.[26]

Inoltre, esistevano altri piani di incarico come l'Officer Candidate Training Plan e l'Officer Candidate Training Plan (Men) per l'incarico di membri in servizio che non sono più attivi.
L'addestramento professionale per gli ufficiali dell'esercito canadese si svolge in una delle scuole del Combat Training Centre for Army per le occupazioni controllate dall'esercito (corazzati, artiglieria, fanteria, Genio elettrico e meccanico, ecc.), o in una scuola delle forze armate canadesi, come la Canadian Forces School of Administration and Logistics, o il Defence Public Affairs Learning Centre for Officers per ufficiali provenienti da campi di carriera controllati al di fuori dell'esercito.

### La Regular Force

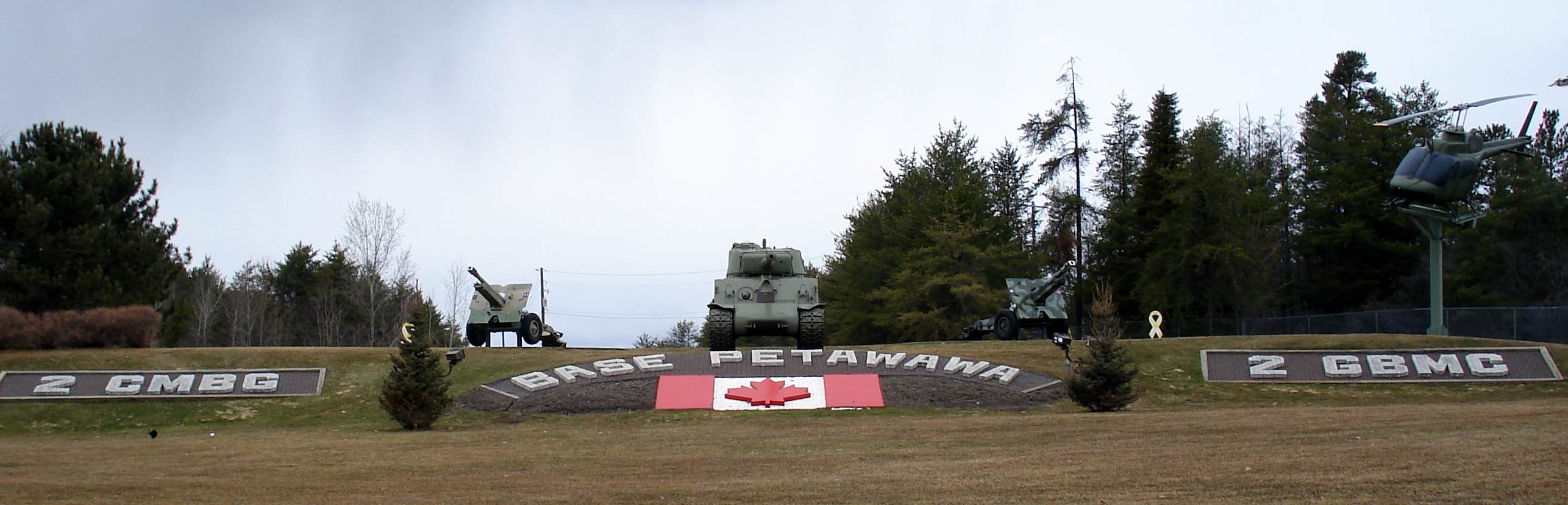
Un cartello del 2 Canadian Mechanized Brigade Group all'entrata di CFB Petawawa. Il Gruppo di Brigata meccanizzata è uno dei tre mantenuti dalla Regular Force.

Ci sono attualmente tre gruppi di brigate meccanizzate nella Regular Force del Canadian Army. Circa i due terzi della Regular Force è composta da unità anglofone, mentre un terzo è francofona. Le Brigate meccanizzate comprendono battaglioni di tre reggimenti di fanteria: il Princess Patricia's Canadian Light Infantry, il Royal Canadian Regiment ed il Royal 22e Regiment.
Tra il 1953 e il 1971, la fanteria regolare canadese era composta da sette reggimenti, ciascuno dei quali manteneva due battaglioni (eccetto il Royal 22e Régiment, che ne aveva tre; The Canadian Guards che aveva quattro battaglioni tra il 1953 ed il 1957; ed il Canadian Airborne Regiment, che era diviso in tre commando). Inoltre anche The Canadian Guards, il Canadian Airborne Regiment, The Queen's Own Rifles of Canada, e The Black Watch (Royal Highland Regiment) of Canada schieravano unità che servivano nella Regular Force.
Negli anni che seguirono l'unificazione delle forze armate canadesi, diverse unità delle forze regolari vennero sciolte o ridotte a zero forze. Il 15 settembre 1968, il 2º Battaglione del The Queen's Own Rifles of Canada venne ridotto a zero forza e trasferito al Supplementary Order of Battle. Diverse settimane dopo, il 1º ottobre 1968, il 1º Battaglione delle Canadian Guards venne sciolto.
Nel 1970, vennero ridotte a zero forza diverse unità. Il 1º Battaglione del The Queen's Own Rifles of Canada venne ridotto a zero forza e trasferito al Supplementary Order of Battle il 27 aprile 1970, con il personale dell'unità che formò il 3º Battaglione del Princess Patricia's Canadian Light Infantry. Ulteriori riduzioni si verificarono da metà giugno a inizio luglio 1970, con le unità della Regular Force dal The Fort Garry Horse che vennero sciolte il 16 giugno 1970. Il 1º ed il 2º Battaglione del The Black Watch (Royal Highland Regiment) of Canada vennero ridotti a zero forza il 1º luglio 1970, e trasferiti al Supplementary Order of Battle. Diversi giorni dopo, il 6 luglio 1970, il 2º Battaglione del The Canadian Guards venne ridotto a zero forza e trasferito al Supplementary Order of Battle; mentre il personale divenne parte del 3º Battaglione del The Royal Canadian Regiment. Dopo che le Canadian Guards vennero ridotte a zero forza, il ruolo della Household Troop tornò ai due reggimenti di fanteria più anziani della riserva. I rispettivi battaglioni rinunciarono automaticamente alla loro designazione numerica di battaglione in quel momento.
Durante gli anni '90, la Regular Force vide un'ulteriore ristrutturazione organizzativa. The Canadian Airborne Regiment venne sciolto nel 1995, mentre il reggimento della Regular Force 8th Canadian Hussars (Princess Louise's), formato nel 1957, venne convertito in unità mista Regular-Reserve "Total Force" con lo scioglimento della 4 Canadian Mechanized Brigade Group a Lahr nel 1994, prima di essere riconvertito in reggimento della Riserva nel 1997.

### La riserva
L'Army Reserve è l'elemento di riserva dell'esercito canadese e il più grande componente della Primary Reserve. L'Army Reserve è organizzata in brigate sotto-forza (a fini amministrativi) lungo linee geografiche. L'Army Reserve è molto attiva e ha partecipato pesantemente a tutti gli schieramenti del Regular Army nell'ultimo decennio, in alcuni casi contribuendo fino al 40 per cento di ogni schieramento sia in singoli potenziamenti, sia in occasionali sottounità formate (compagnie). I reggimenti LFR hanno la capacità amministrativa teorica di supportare un intero battaglione, ma in genere hanno la forza schierabile di solo uno o due plotoni. Sono perpetuati come tali per l'assorbimento tempestivo di reclutamento durante i periodi di guerra. La forza attuale dell'Army Reserve è di circa 18.000 soldati. Il 1º aprile 2008, l'Army Reserve ha assorbito tutte le unità dell'ex Communications Reserve.

### Organizzazione
| Unità della Total Force | Unità della Regular Force | Unità della Reserve Force |
| 2nd Canadian Division CO: Generale di brigata Gervais Carpentier QG: CFB Montreal | 2nd Canadian Division CO: Generale di brigata Gervais Carpentier QG: CFB Montreal | 2nd Canadian Division CO: Generale di brigata Gervais Carpentier QG: CFB Montreal |
| --- | --- | --- |
| - Quartier generale della 2nd Canadian Division - 4 Intelligence Company - 2 Canadian Ranger Patrol Group - 5 Area Construction Troop, 4 Engineer Support Regiment - 2nd Canadian Division Training Centre | - 5 Canadian Mechanized Brigade Group - 5 CMBG HQ & Signal Squadron - 12e Régiment blindé du Canada - 1st Battalion, Royal 22e Regiment - 2nd Battalion, Royal 22e Régiment - 3rd Battalion, Royal 22e Régiment - 5e Régiment d'artillerie légère du Canada - 5 Combat Engineer Regiment - 5 Service Battalion - 2nd Canadian Division Support Group - 2 CDSG Signal Squadron - Garrison Valcartier - Garrison Montréal - Garrison Richelain | - 34 Canadian Brigade Group - 34 Canadian Brigade Group Headquarters - The Royal Canadian Hussars (Montreal) - Le Régiment de Hull (RCAC) - 4th Battalion, Royal 22e Régiment - 6th Battalion, Royal 22e Régiment - Le Régiment de Maisonneuve - Les Fusiliers Mont-Royal - The Black Watch (Royal Highland Regiment) of Canada - The Canadian Grenadier Guards - The Royal Montreal Regiment - 2nd Field Artillery Regiment, RCA - 34 Combat Engineer Regiment - 34 Signal Regiment - 34 Service Battalion - 35 Canadian Brigade Group - 35 Canadian Brigade Group Headquarters - Sherbrooke Hussars - 12e Régiment blindé du Canada (Milice) - Les Voltigeurs de Québec - Les Fusiliers du Saint-Laurent - Le Régiment de la Chaudière - Le Régiment du Saguenay - Les Fusiliers de Sherbrooke - 6th Field Artillery Regiment, RCA - 62nd Field Artillery Regiment, RCA - 35 Combat Engineer Regiment - 35 Signal Regiment - 35 Service Battalion |
| 3rd Canadian Division CO: Generale di brigata W.H. Fletcher QG: CFB Edmonton | | |
| - Quartier generale della 3rd Canadian Division - 6 Intelligence Company - 1 Canadian Rangers Patrol Group - 4 Canadian Rangers Patrol Group - 1 Area Construction Troop, 4 Engineer Support Regiment - 1 Military Police Regiment - 3rd Canadian Division Training Centre | - 1 Canadian Mechanized Brigade Group - 1 CMBG HQ & Signal Squadron - Lord Strathcona's Horse (Royal Canadians) - 1st Battalion, Princess Patricia's Canadian Light Infantry - 2nd Battalion, Princess Patricia's Canadian Light Infantry - 3rd Battalion, Princess Patricia's Canadian Light Infantry - 1st Regiment, Royal Canadian Horse Artillery - 1 Combat Engineer Regiment - 1 Service Battalion - 3rd Canadian Division Support Group - 742 Signal Squadron - Garrison Edmonton - Garrison Shilo - Garrison Suffield - Garrison Wainwright | - 38 Canadian Brigade Group - 38 Canadian Brigade Group Headquarters - The Saskatchewan Dragoons - The Fort Garry Horse - The Royal Regina Rifles - The Royal Winnipeg Rifles - The North Saskatchewan Regiment - The Lake Superior Scottish Regiment - The Queen's Own Cameron Highlanders of Canada - 10th Field Artillery Regiment, RCA - 26th Field Artillery Regiment, RCA - 116th Independent Field Battery, RCA - 38 Combat Engineer Regiment - 38 Signal Regiment - 38 Service Battalion - 39 Canadian Brigade Group - 39 Canadian Brigade Group Headquarters - The British Columbia Regiment (Duke of Connaught's Own) - The British Columbia Dragoons - The Canadian Scottish Regiment (Princess Mary's) - The Rocky Mountain Rangers - The Royal Westminster Regiment - The Seaforth Highlanders of Canada - 5th (British Columbia) Field Artillery Regiment, RCA - 15th Field Artillery Regiment, RCA - 39 Combat Engineer Regiment - 39 Signal Regiment - 39 Service Battalion - 41 Canadian Brigade Group - 41 Canadian Brigade Group Headquarters - The South Alberta Light Horse - The King's Own Calgary Regiment (RCAC) - The Calgary Highlanders - The Loyal Edmonton Regiment (4th Battalion, Princess Patricia's Canadian Light Infantry) - 20th Field Artillery Regiment, RCA - 20th Independent Field Battery, RCA - 41 Combat Engineer Regiment - 41 Signal Regiment - 41 Service Battalion |
| 4th Canadian Division CO: Generale di brigata CJJ Mialkowski QG: Denison Armoury, Toronto | | |
| - Quartier generale della 4th Canadian Division - 2 Intelligence Company - 3 Canadian Ranger Patrol Group - 2 Military Police Regiment - 4th Canadian Division Training Centre | - 2 Canadian Mechanized Brigade Group - 2 CMBG HQ & Signal Squadron - The Royal Canadian Dragoons - 1st Battalion, The Royal Canadian Regiment - 2nd Battalion, The Royal Canadian Regiment - 3rd Battalion, The Royal Canadian Regiment - 2nd Regiment, Royal Canadian Horse Artillery - 2 Combat Engineer Regiment - 2 Service Battalion - 4th Canadian Division Support Group - 4 CDSG Signal Squadron - Garrison Petawawa - Garrison Toronto | - 31 Canadian Brigade Group - 31 Canadian Brigade Group Headquarters - 1st Hussars - The Windsor Regiment (RCAC) - 4th Battalion, The Royal Canadian Regiment - The Argyll and Sutherland Highlanders of Canada (Princess Louise's) - The Essex and Kent Scottish - The Royal Hamilton Light Infantry (Wentworth Regiment) - The Royal Highland Fusiliers of Canada - The Grey and Simcoe Foresters - 11th Field Artillery Regiment, RCA - 31 Combat Engineer Regiment (The Elgins) - 31 Signal Regiment - 31 Service Battalion - 32 Canadian Brigade Group - 31 Canadian Brigade Group Headquarters - The Governor General's Horse Guards - The Queen's York Rangers (1st American Regiment) (RCAC) - 48th Highlanders of Canada - The Lorne Scots (Peel, Dufferin and Halton Regiment) - The Queen's Own Rifles of Canada - The Royal Regiment of Canada - The Toronto Scottish Regiment (Queen Elizabeth the Queen Mother's Own) - The Lincoln and Welland Regiment - 7th Toronto Regiment, RCA - 56th Field Artillery Regiment, RCA - 32 Combat Engineer Regiment - 32 Signal Regiment - 32 Service Battalion - 33 Canadian Brigade Group - 33 Canadian Brigade Group Headquarters - The Ontario Regiment (RCAC) - The Brockville Rifles - Governor General's Foot Guards - The Algonquin Regiment - The Hastings and Prince Edward Regiment - 2nd Battalion, Irish Regiment of Canada - The Cameron Highlanders of Ottawa (Duke of Edinburgh's Own) - Stormont, Dundas and Glengarry Highlanders - The Princess of Wales' Own Regiment - 30th Field Artillery Regiment, RCA - 42nd Field Artillery Regiment (Lanark and Renfrew Scottish), RCA - 49th Field Artillery Regiment, RCA - 33 Combat Engineer Regiment - 33 Signal Regiment - 33 Service Battalion |
| 5th Canadian Division CO: Generale di brigata R. Pelletier HQ: CFB Halifax | | |
| - Quartier generale della 5th Canadian Division - 3 Intelligence Company - 5 Canadian Rangers Patrol Group - 3 Military Police Regiment - 4 Area Construction Troop - Canadian Combat Support Brigade - Influence Activities Task Force (PsyOps, CIMIC) - Canadian Army Intelligence Regiment - 21 Electronic Warfare Regiment - 4th Artillery Regiment, RCA - 4 Engineer Support Regiment - 5th Canadian Division Training Centre | - 5th Canadian Division Support Group | - 36 Canadian Brigade Group - 36 Canadian Brigade Group Headquarters - The Halifax Rifles (RCAC) - The Prince Edward Island Regiment (RCAC) - The Nova Scotia Highlanders - The Cape Breton Highlanders - The Princess Louise Fusiliers - The West Nova Scotia Regiment - 1st (Halifax-Dartmouth) Field Artillery Regiment, RCA - 84th Independent Field Battery, RCA - 36 Combat Engineer Regiment - 36 Signal Regiment - 36 Service Battalion - 37 Canadian Brigade Group - 37 Canadian Brigade Group Headquarters - 8th Canadian Hussars (Princess Louise's) - The Royal New Brunswick Regiment - The North Shore (New Brunswick) Regiment - 1st Battalion, The Royal Newfoundland Regiment - 2nd Battalion, The Royal Newfoundland Regiment - 3rd Field Artillery Regiment, RCA - 37 Combat Engineer Regiment - 37 Signal Regiment - 37 Service Battalion |
| Canadian Army Doctrine and Training Centre CO: Maggior generale S.M. Cadden QG: CFB Kingston | | |
| - CADTC Headquarters - Command and Staff College - Army Training Directorate - CIMIC Directorate - Army Doctrine Directorate - Psyops Directorate - Combat Training Centre - CTC Headquarters - Advanced Warfare Centre - Royal Canadian Armoured Corps School - Royal Canadian School of Infantry - Royal Regiment of Canadian Artillery School - Canadian Forces School of Military Engineering - Royal Canadian Electrical and Mechanical Engineers School - Tactics School - Trials and Evaluations Unit - Environment Directorate - School of Communications and Electronics - Digitization Office - Lessons Learned Centre - Peace Support Training Centre - Canadian Manoeuvre Training Centre | style="background-color: #AAAAAA;"\| | |

## Basi e centri d'addestramento
1. 2nd Canadian Division

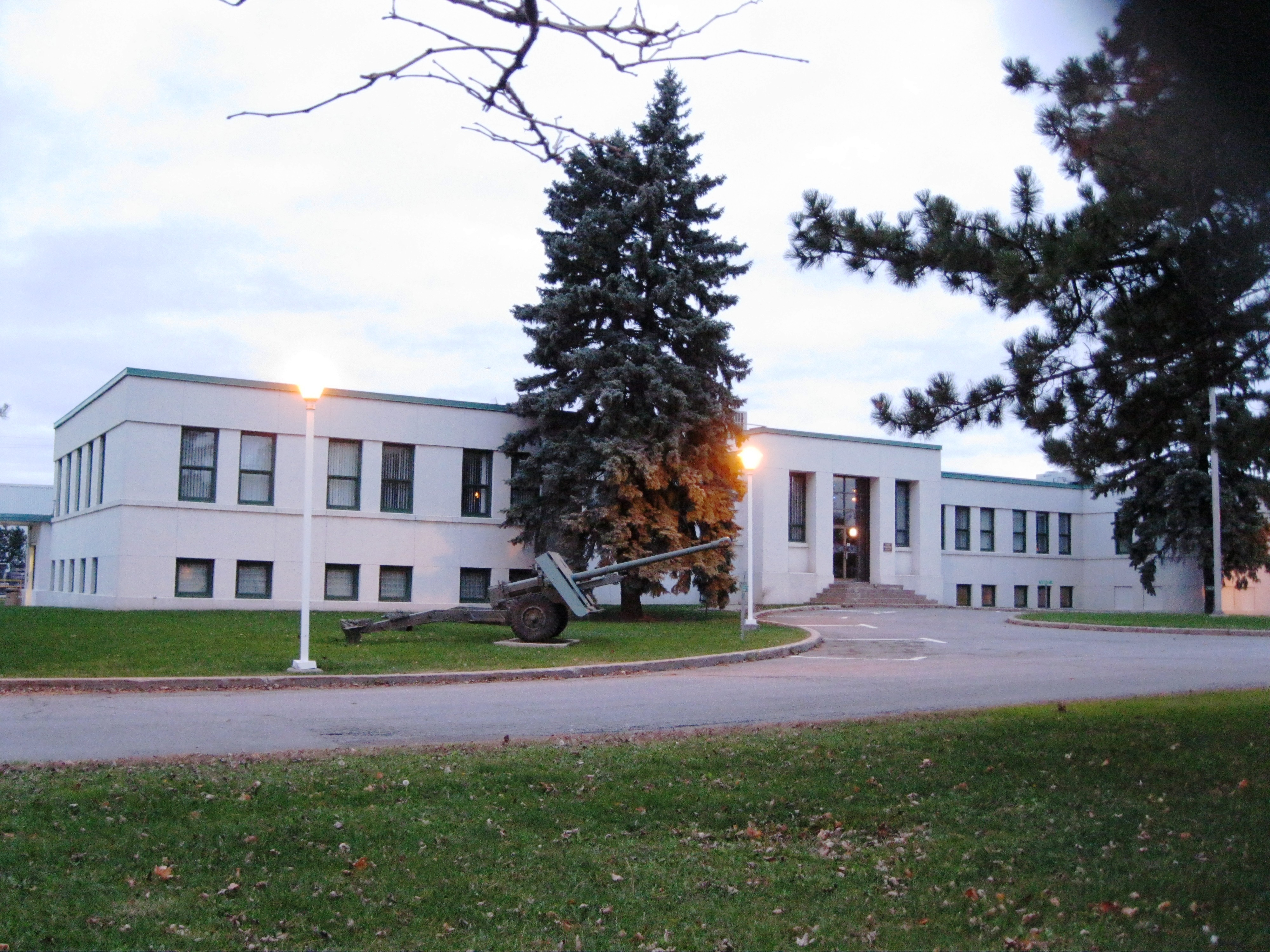
L'ufficio dell'amministrazione a CFB Montreal, una base delle Canadian Forces usata dal Canadian Army

  - 2nd Canadian Division Support Base Montréal
  - Garrison Valcartier
  - Garrison St. Jean
  - 2nd Canadian Division Training Centre Valcartier
2. 3rd Canadian Division
  - 3rd Canadian Division Support Base Edmonton
  - Garrison Wainwright
  - Garrison Shilo
  - 3rd Canadian Division Training Centre Wainwright
  - 3rd Canadian Division Training Centre Detachment Shilo
3. 4th Canadian Division
  - 4th Canadian Division Support Base Petawawa
  - Canadian Forces Base Kingston
  - 4th Canadian Division Training Centre Meaford
4. 5th Canadian Division
  - 5th Canadian Division Support Base Gagetown
  - 5th Canadian Division Training Centre Gagetown
  - 5th Canadian Division Training Centre Detachment Aldershot

## Equipaggiamento

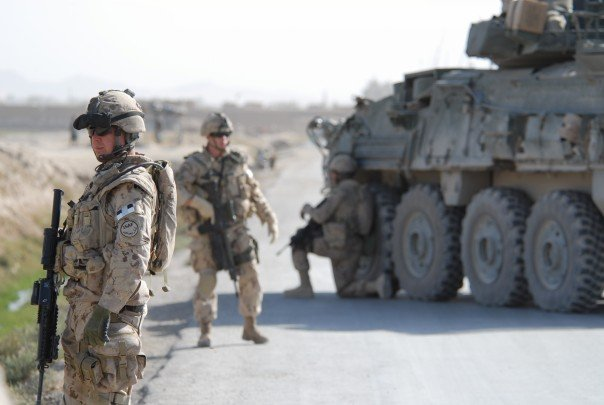
Una guardia granatiere canadese armata con fucile C7 nell'uniforme da combattimento "regione arida" CADPAT. Dietro di lui c'è un LAV III, un veicolo da combattimento della fanteria usato dal Canadian Army.

Il Canada è una nazione industriale con un settore scientifico e tecnologico altamente sviluppato. Dalla prima guerra mondiale, il Canada ha prodotto il proprio veicolo da combattimento della fanteria, missili guidati anticarro e armi leggere per l'esercito. Le unità regolari e della riserva utilizzano apparecchiature all'avanguardia in grado di gestire le minacce moderne fino al 2030-2035. Nonostante ampi tagli finanziari al bilancio della difesa tra gli anni '60 e 2000, l'esercito è relativamente ben equipaggiato. L'esercito attualmente gestisce circa 10.500 veicoli commerciali tra cui G-wagon e 7000-MV e gestisce anche circa 2.700 veicoli blindati da combattimento tra cui il LAV-III e il Leopard 2. L'esercito gestisce anche circa 150 pezzi di artiglieria da campagna tra cui l'obice M777 e l'LG1 Mark II.
Nel prossimo futuro, tra il 2011 e il 2017, l'esercito riceverà una nuova famiglia di veicoli tattici corazzati da pattuglia che andranno a sostituire l'RG-31 Nyala e il Coyote Reconnaissance Vehicle, noto come Textron Tactical Armored Patrol Vehicle. I soldati a piedi saranno equipaggiati con il tanto atteso Integrated Soldier System progettato per migliorare l'esecuzione del comando, l'acquisizione del bersaglio e la consapevolezza della situazione. L'esercito riceverà una nuova famiglia di veicoli del Genio appositamente progettati per liberare percorsi per truppe e altri veicoli attraverso campi minati e lungo le strade piene di bombe ed ordigni esplosivi improvvisati. Questa nuova famiglia di veicoli andrà a sostituire la vecchia flotta di AEV Badger, ARV Taurus e AVLB Beaver.
La fanteria dell'esercito usa il fucile C7 o la carabina C8 come fucile d'assalto di base, con i granatieri che usano il C7 con un lanciagranate M203 attaccato e la mitragliatrice di squadra C9. Il Canadian Army usa anche la Browning Hi-Power e la SIG Sauer P226.
Le varianti più recenti della famiglia C7/C8 da allora sono state integrate nell'uso comune in tutte le forze armate canadesi. Il C7 è stato recentemente aggiornato nella forma C7A2. I principali componenti interni rimangono gli stessi, tuttavia sono state apportate diverse modifiche per aumentare la versatilità del fucile.
La comunicazione tattica viene fornita tramite l'Iris Digital Communications System.

### I pasti

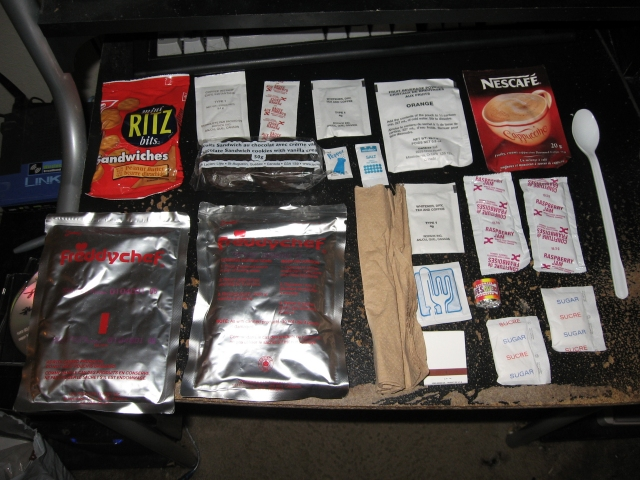
Un involtino di cavolo spacchettato IMP. Gli IMP vengono rilasciati al personale quando opera lontano dalle basi.

Le cucine da campo e il catering vengono utilizzati per nutrire i membri del personale del Canadian Army nelle basi e nei centri operativi all'estero. Per il personale in pattuglia lontano dalle basi, vengono forniti gli Individual Meal Packs (IMP). L'IMP è utilizzato dalle forze armate canadesi. Altri tipi di razioni sono utilizzati dalle forze canadesi, in particolare razioni fresche o pasti cucinati forniti direttamente dalla cucina o dal magazzino. Ci sono anche patrol pack, che sono piccoli snack ad alto contenuto proteico (come carne secca o formaggio grattugiato) e pranzi al sacco (composti da panini assortiti, succhi di frutta, frutta, pasta e un dessert) forniti ai soldati da consumare in situazioni in cui la preparazione dei pasti non è possibile.

### Le uniformi
Il Canadian Army mantiene una varietà di uniformi diverse, tra cui un'uniforme da cerimonia, un'uniforme da mensa, un'uniforme di servizio, uniformi operative/da campagna e uniformi da lavoro. Le uniformi canadesi si sono sviluppate parallelamente a quelle britanniche dal 1900 all'unificazione delle forze armate canadesi nel 1968, pur mantenendo differenze significative. L'adozione di un certo numero di uniformi separate per funzioni separate, ha anche fatto sì che le sue uniformi diventassero distintamente "canadesi" nel processo.

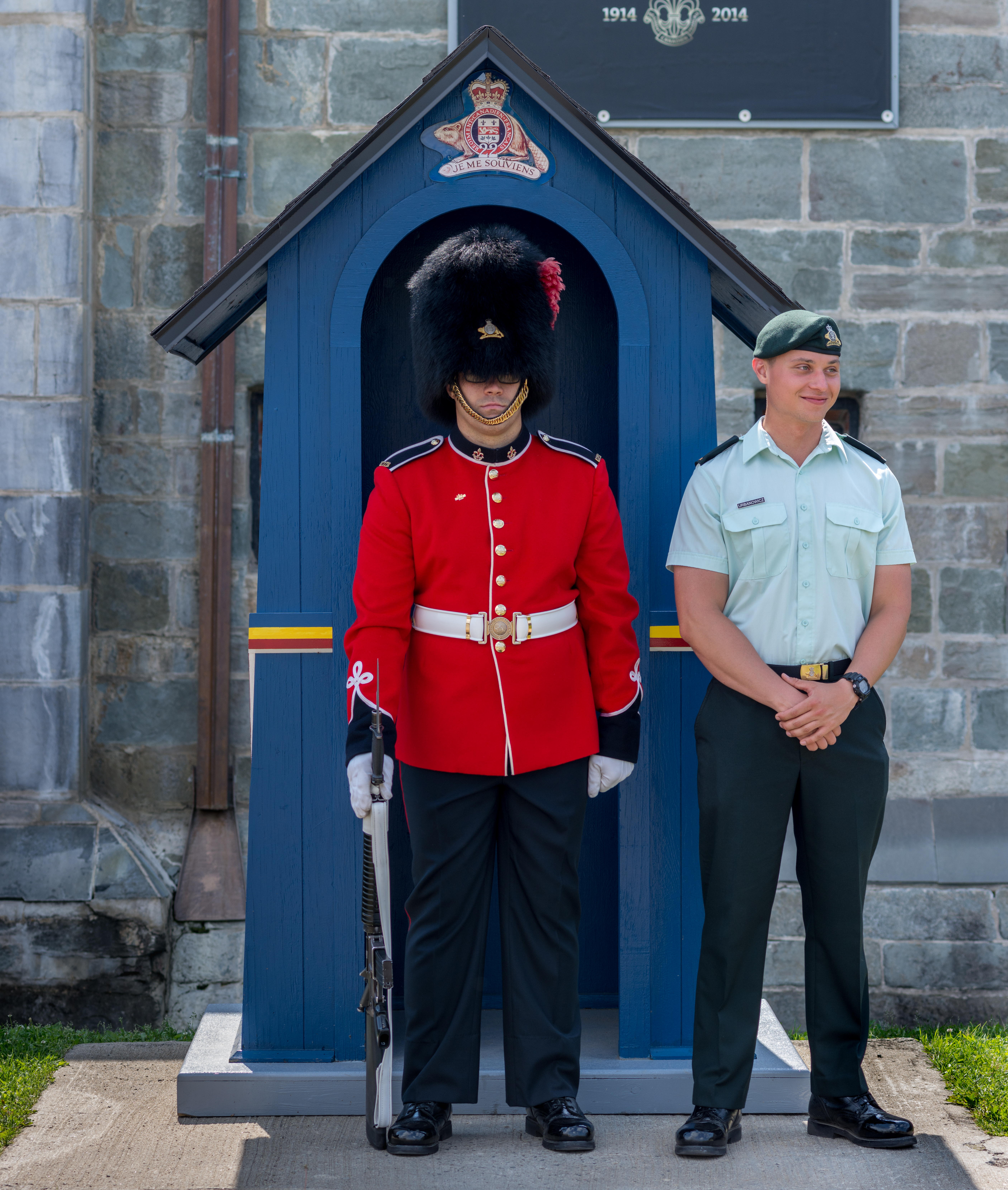
Membri del Royal 22^{e} Regiment. L'uno impegnato in compiti pubblici indossa l'uniforme da cerimonia del reggimento, mentre l'altro indossa l'uniforme di servizio a maniche corte dell'esercito.

Prima dell'unificazione nel 1968, le uniformi tra le tre armi erano simili alle loro controparti nelle forze del Regno Unito e di altri paesi del Commonwealth, tranne per gli identificatori nazionali e alcuni equipaggiamenti del reggimento. L'Onorevole Peter MacKay, Ministro della Difesa Nazionale, annunciò l'8 luglio 2013 l'intenzione del governo del Canada di ripristinare le insegne, i nomi e i distintivi del Canadian Army nelle loro forme tradizionali.
L'uniforme universale del Canadian Army comprende una tunica scarlatta, pantaloni blu notte con una striscia scarlatta sui pantaloni e un elmetto Wolseley. Tuttavia, un certo numero di reggimenti del Canadian Army sono deviazioni reggimentali autorizzate dal progetto universale dell'esercito; inclusi alcuni reggimenti corazzati, canadesi-scozzesi e tutti i reggimenti di fucilieri/volteggiatori. Le uniformi da cerimonia dei reggimenti dell'esercito provenivano dalla milizia canadese e alla fine furono relegate dal combattimento all'uso cerimoniale.
L'attuale uniforme di servizio include una tunica e pantaloni verde fucile, simili alla precedente iterazione dell'uniforme di servizio, anche se con un taglio diverso e una tracolla aggiunta. Le attuali uniformi di servizio sono state introdotte alla fine degli anni '80, insieme alle altre "divise ambientali distintive" rilasciate ad altri rami delle forze armate canadesi. Dall'unificazione delle forze armate nel 1968, all'introduzione delle distintive uniformi di servizio negli anni '80, le armi delle forze armate canadesi indossavano un'uniforme di servizio verde fucile simile.
Il Canadian Army iniziò a produrre uniformi specifiche per il combattimento nei primi anni '60, con l'introduzione delle "combats", magliette color verde oliva. Le uniformi color oliva continuarono ad essere utilizzate con lievi modifiche fino a quando l'esercito adottò le uniformi da combattimento mimetiche CADPAT alla fine degli anni '90. Con l'adozione del CADPAT, le forze armate canadesi sono diventate la prima forza militare ad adottare il modello mimetico digitale per tutte le sue unità.

## Distintivo
Il distintivo dell'esercito canadese è composto da:
- Corona di Sant'Edoardo
- Tre foglie di acero rosso su uno stelo
- Due spade incrociate

## Gradi militari
Il grado militare nel Canadian Army viene concesso in base a una varietà di fattori tra cui il merito, la qualifica, l'addestramento e l'anzianità. Tuttavia, la promozione al grado di caporale per i sottufficiali e di capitano per gli ufficiali è automatica in base al tempo nel grado precedente. Alcuni gradi sono associati a incarichi specifici. Ad esempio, un sergente maggiore di reggimento è detenuto da un capo sottufficiale o l'aiutante di campo detenuto da un capitano. In alcune armi o unità specifiche, i titoli del grado possono differire a causa della tradizione. Un soldato addestrato all'interno del Royal Canadian Armored Corps è un soldato, mentre lo stesso grado all'interno dell'artiglieria è di artigliere. Altri titoli per il grado di soldato includono fuciliere, geniere, fuciliere, artigiano e guardia.
Per un confronto tra la struttura dei gradi, vedere Gradi militari ed insegne della NATO. Non sono mostrati i vari distintivi di nomina per posizioni specialistiche come Base Chief Warrant Officer, Drum Major, ecc.

### Le insegne
Comandante in capo
| Canada        | Comandante in capo |
| ------------- | ------------------ |
| Insegna       |                    |
| Titolo        | Commander-in-chief |
| Abbreviazione | C-in-C             |

#### Ufficiali
Le insegne in stile navale del Canadian Army per ufficiali sono state sostituite dal precedente stile dell'esercito britannico, a partire dall'agosto 2014, in seguito al ripristino del nome dell'esercito canadese nel 2011. Le insegne di grado per i gradi generali sono state ripristinate alle insegne post-unificazione in 2016. La struttura dei gradi del Canadian Army è mostrata di seguito.
| Codice NATO   | OF-10   | OF-10              | OF-9               | OF-9          | OF-8          | OF-8              | OF-7              | OF-7    | OF-6    | OF-6               | OF-5               | OF-5  | OF-4  | OF-4      | OF-3      | OF-3       | OF-2       | OF-2       | OF-1              | OF-1              | OF-1              | OF-1           | OF-1           | OF-1           | OF(D)          | OF(D)          | OF(D)          | OF(D) | OF(D) | OF(D) | Studente ufficiale | Studente ufficiale | Studente ufficiale | Studente ufficiale | Studente ufficiale | Studente ufficiale |
| ------------- | ------- | ------------------ | ------------------ | ------------- | ------------- | ----------------- | ----------------- | ------- | ------- | ------------------ | ------------------ | ----- | ----- | --------- | --------- | ---------- | ---------- | ---------- | ----------------- | ----------------- | ----------------- | -------------- | -------------- | -------------- | -------------- | -------------- | -------------- | ----- | ----- | ----- | ------------------ | ------------------ | ------------------ | ------------------ | ------------------ | ------------------ |
| Canadian Army |         |                    |                    |               |               |                   |                   |         |         |                    |                    |       |       |           |           |            |            |            |                   |                   |                   |                |                |                |                |                |                |       |       |       |                    |                    |                    |                    |                    |                    |
| General       | General | Lieutenant-general | Lieutenant-general | Major-general | Major-general | Brigadier-general | Brigadier-general | Colonel | Colonel | Lieutenant-colonel | Lieutenant-colonel | Major | Major | Captain   | Captain   | Lieutenant | Lieutenant | Lieutenant | Second lieutenant | Second lieutenant | Second lieutenant | Officer cadet  | Officer cadet  | Officer cadet  | Officer cadet  | Officer cadet  | Officer cadet  |       |       |       |                    |                    |                    |                    |                    |                    |
| Général       | Général | Lieutenant-général | Lieutenant-général | Major-général | Major-général | Brigadier-général | Brigadier-général | Colonel | Colonel | Lieutenant-colonel | Lieutenant-colonel | Major | Major | Capitaine | Capitaine | Lieutenant | Lieutenant | Lieutenant | Sous-lieutenant   | Sous-lieutenant   | Sous-lieutenant   | Élève-officier | Élève-officier | Élève-officier | Élève-officier | Élève-officier | Élève-officier |       |       |       |                    |                    |                    |                    |                    |                    |

#### Sottufficiali
| Codice NATO                                                                | OR-9                                                        | OR-9                                                                          | OR-9                                                                          | OR-9                                | OR-9                                | OR-9                                   | OR-8                                   | OR-8                     | OR-7                     | OR-7             | OR-6             | OR-6             | OR-6             | OR-6             | OR-6             | OR-6             | OR-5             | OR-5             | OR-5             | OR-5             | OR-5             | OR-5                         | OR-4                         | OR-4                         | OR-4                         | OR-4             | OR-3             | OR-3                             | OR-2                             | OR-2                             | OR-2                             | OR-2                             | OR-2                             | OR-2                              | OR-1                              | OR-1 |
| -------------------------------------------------------------------------- | ----------------------------------------------------------- | ----------------------------------------------------------------------------- | ----------------------------------------------------------------------------- | ----------------------------------- | ----------------------------------- | -------------------------------------- | -------------------------------------- | ------------------------ | ------------------------ | ---------------- | ---------------- | ---------------- | ---------------- | ---------------- | ---------------- | ---------------- | ---------------- | ---------------- | ---------------- | ---------------- | ---------------- | ---------------------------- | ---------------------------- | ---------------------------- | ---------------------------- | ---------------- | ---------------- | -------------------------------- | -------------------------------- | -------------------------------- | -------------------------------- | -------------------------------- | -------------------------------- | --------------------------------- | --------------------------------- | ---- |
| Canadian Army                                                              |                                                             |                                                                               |                                                                               |                                     |                                     |                                        |                                        |                          |                          |                  |                  |                  |                  |                  |                  |                  |                  |                  |                  |                  |                  |                              |                              |                              |                              |                  |                  |                                  |                                  |                                  |                                  |                                  |                                  |                                   |                                   |      |
| Canadian Forces Chief Warrant Officer Adjudant-chef des Forces canadiennes | Command Chief Warrant Officer Adjudant-chef du commandement | Senior Appointment Chief Warrant Officer Adjudant-chef- nomination supérieure | Senior Appointment Chief Warrant Officer Adjudant-chef- nomination supérieure | Chief warrant officer Adjudant-chef | Chief warrant officer Adjudant-chef | Master warrant officer Adjudant-maître | Master warrant officer Adjudant-maître | Warrant officer Adjudant | Warrant officer Adjudant | Sergeant Sergent | Sergeant Sergent | Sergeant Sergent | Sergeant Sergent | Sergeant Sergent | Sergeant Sergent | Sergeant Sergent | Sergeant Sergent | Sergeant Sergent | Sergeant Sergent | Sergeant Sergent | Sergeant Sergent | Master corporal Caporal-chef | Master corporal Caporal-chef | Master corporal Caporal-chef | Master corporal Caporal-chef | Corporal Caporal | Corporal Caporal | Private (trained) Soldat (formé) | Private (trained) Soldat (formé) | Private (trained) Soldat (formé) | Private (trained) Soldat (formé) | Private (trained) Soldat (formé) | Private (trained) Soldat (formé) | Private (basic) Soldat (confirmé) | Private (basic) Soldat (confirmé) |      |

## Pubblicazioni
Il Canadian Army produce una rivista accademica peer-reviewed:
- Canadian Army Journal[43]